# Pineda Trasmonte
Pineda Trasmonte è un comune spagnolo di 111 abitanti situato nella comunità autonoma di Castiglia e León.